# Ardeola speciosa
Ardeola speciosa е вид птица от семейство Чаплови (Ardeidae).

## Разпространение
Видът е разпространен във Виетнам, Индонезия, Камбоджа, Малайзия, Мианмар, Тайланд и Филипините.